# هشاشة العظام

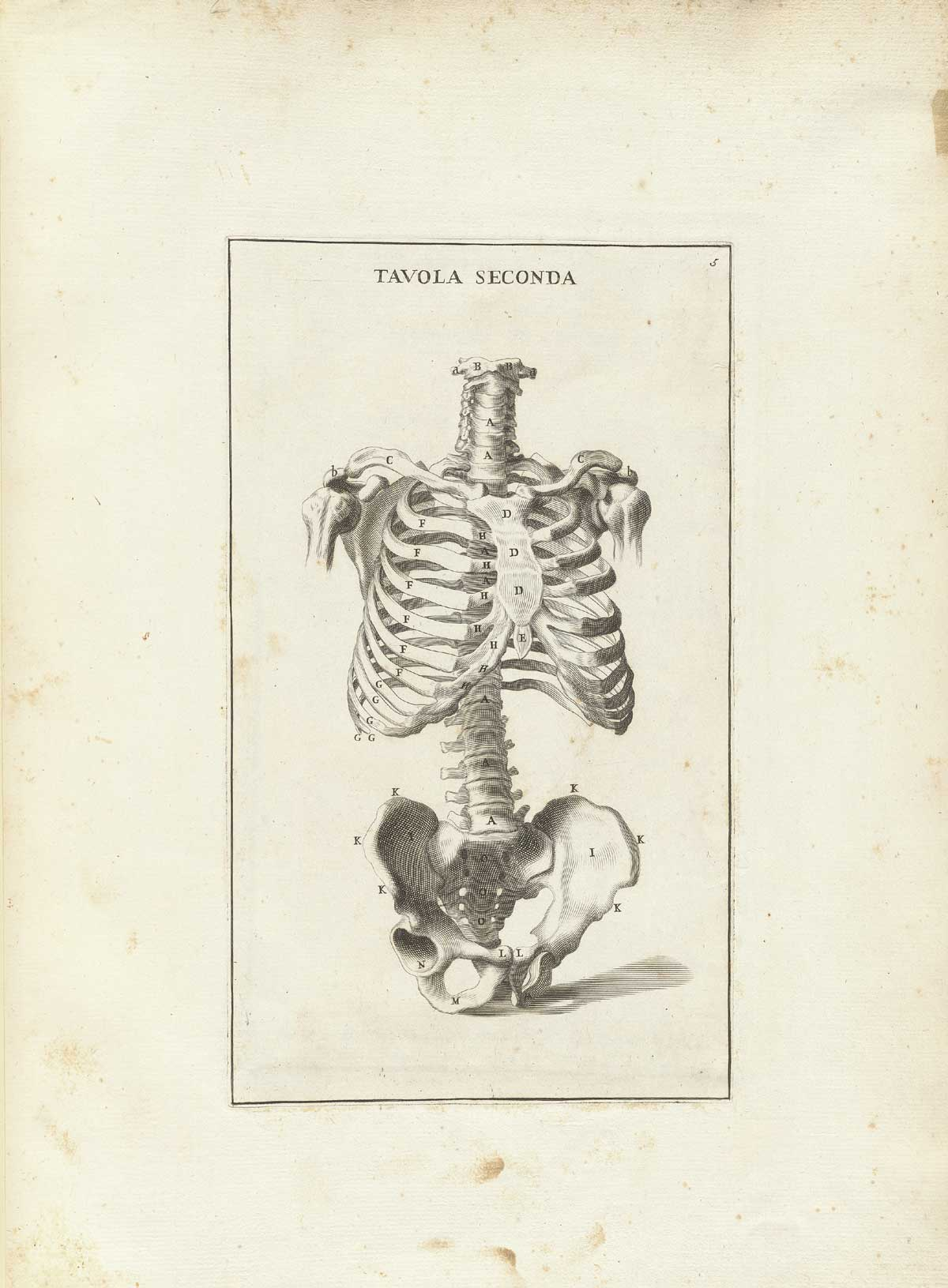
صورة للقفص الصدري

هشاشة العظام أو تخلخل العظم هو مرض روماتيزمي سببه انخفاض في كثافة العظام أو رقاقتها بالهيكل العظمي. وهي حالة تصيب نصف السيدات وثلث الرجال فوق سن السبعين، تكون مصحوبة لآلام شديدة، وتجعلهم معرضين للكسور. وللتعرف على أسباب هذا المرض يتطلب معرفة دور التمثيل الغذائي بالجسم وكيفية تنظيم الكالسيوم والهورمونات والفيتامينات به وتكوين الهيكل العظمي الذي يحمي الجسم. كما يعتبر هذا الهيكل مخزناً للكالسيوم الذي له وظيفة حيوية في نشاط الخلايا ووظائف القلب والاتصال بين الأعصاب. وهذا يتطلب وجوده بنسبة كافية بالدم لهذا الغرض الوظيفي. فلو قل عن معدله به يستعوضه الدم من المخزون بالعظام. وكلما تقدم بنا العمر كلما قلت كتلته في العظام. لأن الهيكل العظمي، يفقد كتلته بمعدل 0,3% لدى الرجل و0,5% لدى المرأة سنوياً. وهذا الفقدان يقع في منتصف سن العشرينات ويزداد المعدل فوق سن الأربعين. ولا سيما بعد انقطاع الطمث. حيث يزداد معدل الفقدان ليصبح 2-3 % سنويا لتصبح العظام هشة رقراقة مما يعرضها للكسر بسهولة.
العظام عبارة عن نسيج ضام صلب وهي المكون الرئيسي لكل الحيوانات الفقارية. وتبدو العظام أنها بلا حياة لكنها في الحقيقة بناء حركي مكون من أنسجة حية كخلايا العظام والخلايا الدهنية والأوعية الدموية ومواد غير حية. والعظام تلعب دوراً حيوياً لدى الفقاريات. لأنها تشكل هيئة الجسم وتحمله وتكوين هيئته. وترتبط بها العضلات وترفعها وتجعله يتحرك. وكثير من العظام تحمي الأعضاء اللينة والداخلية بالجسم. فالجمجمة تحمي المخ والقفص الصدري يحمي القلب والرئة. والعظام لها دور وظيفي في تخزين الكالسيوم اللازم للأعصاب وخلايا العضلات والنخاع العظمي مكان صنع خلايا الدم الحمراء، وبعض خلايا الدم البيضاء والصفائح الدموية. وجسم الإنسان البالغ مكون من 206 عظمة تشكل 14% من وزن الجسم. وأطول وأقوى عظمة هي عظمة الفخذ وأصغر عظمة هي عظم الركاب وهو أحد العظام (العظيمات) الموجود في الأذن الوسطى.
وعملية ترسيب الكالسيوم بالعظام أو انطلاقه بالدم ينظمها النشاط الهورموني والفيتامينات وحاجة الجسم للكالسيوم سواء بالدم أو العظام. ويلعب فيتامين د دورا في امتصاص الكالسيوم في الجهاز الهضمي والكلي وحمله بالدم.لأنه يتحول لمادة تتحد مع الكالسيوم لتحمله بالدم وتوصله للعظام. ويمكن الحصول عليه من اللبن ومنتجاته ومن الأسماك البحرية المعلبة أوالطازجة. ويمكن للجسم الحصول عليه من بتعرض الجلد للشمس. كما أن هورمون الغدة فوق الدرقية التي بالرقبة مع فيتامين د ينظم معدلات الكالسيوم ويشارك في تكوين العظام وزيادة الكالسيوم بالدم حسب الحاجة له. لهذا نجد أن أحد أسباب ظهور هشاشة العظام في الشيخوخة قلة امتصاص الكالسيوم من الأمعاء مما يقلل معدله بالدم. ومما يحفز الجسم لإفراز هورمون الغدة الفوق درقية ليذيب الكالسيوم في العظام، ليعوض الدم عن هذا النقص فيه.
وهناك هورمون كالسيتونين calcitonin الذي يقوم بتنظيم معدلات الكالسيوم بالدم. وكثرته تقلل فقدان العظام للكالسيوم.وهورمون الغدة الدرقية Thyroid Hormone يساهم في تشكيل العظام. وفي حالة زيادته كما في حالة زيادة إفراز الغدة الدرقية hyperthyroidism، تفقد شبكية العظام..كما أن هورمون إستروجين Estrogen الذي يفرزه المبيضان لدى المرأة يقلل من ذوبان الكالسيوم بالعظام وينشط نموها. لهذا بعد الاياس يقل إفرازه مما يقلل كثافة العظام وظهور الهشاشة.وخلال العمر يتكسر النسيج العظمي ويحل محله نسيج جديد حسب حاجة الجسم. والكالسيوم أحد مكونات الدم فلو قل به معدله، يستعوض من العظام. وأثناء الطفولة واليفوعة كثير من الأنسجة العظمية تترسب. لأن الهيكل العظمي للجسم ينمو في الحجم ويقوي. وفي حالة البلوغ يبدأ العظم يتحلل ببطء حتي يبلغ الوهن مما يعرضه للكسر.ولتلافي هذا يكون بتناول الطعام الغني بالكالسيوم والفوسفور وفيتامين د مع ممارسة الرياضة طوال سنوات العمر. كما أن الهرمونات كهرمون النمو والغدة فوق الدرقية والكالسيتونين والهورمونات الجنسية كلها تؤثر على نمو العظام.

## الكشف المبكر
وهناك مؤشرات تحذيرية كعلامات لهشاشة العظام من بينها فقدان طول الجسم وآلام الظهر. بالإضافة إلى ذلك حصول كسر غير متوقع بسبب تعثر بسيط. عند الكشف على المريض يمكن التأكد من وجود تخلل أو هشاشة في العظام عن طريق الأشعة السينية والتي لا تعطي تشخيصاً دقيقاً. بينما يبين جهاز قياس كثافة العظم مدى التخلل الحاصل بالنسبة لعمر المريض.

## الوقاية والعلاج
للوقاية وعلاج تخلخل العظم لدي السيدات. يتناولن الإستروجينات الصناعية أو العلاج بدواء بروجستين progestin ولاسيما بعد انقطاع الطمث. وتناول كالسيوم ومواد تغذية واتباع التمارين الرياضية التي تبني الجسم. وإعطاء أدوية كالكسيتونين وأدوية غير هورمونية. وقد اتفقت منظمة الغذاء والدواء على دواء Boniva لعلاج تخلخل العظم بعد. تؤخذ منه حبة كل شهربالفم. والدواء سيباع في أوروبا باسم Bonviva (إحياء العظام) وهي رميم يزيادة معادن الكتلة العظمية.وهذا الدواء قد يسبب ألام في البطن وسوء الهضم وارتفاع ضغط الدم والغثيان والإسهال، ومشاكل في الجهاز الهضمي كالتهابات. مما قد يؤدي للقرحة بالمرئ والمعدة. وطبعا يتناول المريض معه الكالسيوم وفيتامين د.والحبة سهلة البلع وتؤخذ مع قليل من الماء عند الاستيقاظ صباحا.ويظل المريض منتصبا. ويتجنب تناول الطعام والشراب. أوتناول أدوية أخرى لمدة 60 دقيقة.

## تَخَلْخُلُ العَظْمِ التَّالِي للإيَاس
يتصف تخلخل العظم (ترقق العظام) بانخفاض كتلة العظم ويشكل تهديداً مهماً لملايين الأمريكيين تشير آخر التقارير بوجود 10 ملايين أمريكي مصاب بوهن العظم و18 مليوناً آخرين معرضين لخطر الإصابة.
ونظراً لازدياد الشيخوخة في سكان الولايات المتحدة فمن المتوقع تضاعف تكلفة علاج المرض ومضاعفاته في الثلاثين سنة القادمة.
تقدر نفقات علاج الكسور الناشئة عن تخلخل العظم ب10ـ15 مليار دولار سنوياً وهذا الرقم أخذ معظمه من نفقات مرضى المشافي ولا يشمل نفقات علاج الأفراد الذين لم يتعرضوا للكسور كما لا يشمل حساب النفقات غير المباشرة من فقدان الأجور أو انخفاض الإنتاجية للفرد المصاب وللشخص الذي يقدم له العناية.
إن وهن العظم له آثار كبيرة على الفرد وأسرته ومجتمعه منها المالية والبدنية والنفسية فكسر الورك مثلاً Hip Fracture يحدث تأثيراً كبيراً على نوعية الحياة وقد أظهر استطلاع للرأي أن 80% من النساء بعمر يزيد على سن 75 سنة يفضلن الموت على كسر ورك شديد يؤدي بهن إلى البقاء في المنزل قيد العلاج.
ومن الأمور المؤثرة على نوعية الحياة الآثار الضارة لصحة البدن (تأثير يؤدي مشوه للعظام)والآثار الضارة على الحالة المادية (تكلفة العلاج وتكلفة ترك العمل)
وقد ساد اعتقاد لسنوات خلت بأن تَخَلْخُلُ العَظْمِ شيء طبيعي له صلة بالشيخوخة عند النساء ولكنه حالياً ينظر إليه باعتبار مستقل عن السن والجنس. وحالياً يمكن الاستعانة بالفهم العلمي الجيد لأسباب المرض والوقاية منه.
وأحد العوامل الأساسية للوقاية عند الذكور والإناث هو الحصول على صحة مثالية للعظم خلال سنوات الحياة كلها.
تبدو صحة العظم من خلال ملمحين الأول هو كثافة العظم bone density والثاني هو نوعية العظم bone quality.
يعبر عن كثافة العظم بعدد الغرامات المعدنية في وحدة الحجم في فرد معين ويتم حسابها باعتبار كتلة العظم المثلى optimal وكمية الخسارة من العظم.
أما نوعية العظم فتشير إلى بنية العظم bone architecture وتقلبه Turnover وتمعدنه mineralization.
يحدث الكسر عند تطبيق قوة راضة على العظم الواهن ولذلك يعد وهن العظم عامل خطورة هام للكسور.
يترافق الكسر المتسبب عن وهن العظم مع صعوبة النشاطات الحياتية اليومية فإن ثلث المرضى فقط يستعيدون المستوى الوظيفي السابق للكسر كما أن ثلث المرضى يحتاجون إلى التمريض والإقامة في المنزل.
تتكرر التقارير التي تظهر وجود حالات من الخوف والقلق والاكتئاب عند النساء اللواتي شخص عندهن مرض تَخَلْخُلُ العَظْمِ ومثل هذه التبعات يتم إهمالها عند الحديث عن التأثير العام لحالة وهن العظم.
إن الفرد الذي لا يحصل على كتلة عظم مثالية في فترة الطفولة وفي فترة المراهقة قد يتعرض لوهن العظم دون ظهور فقدان متسارع للعظم.

## أنواع هشاشة العظام
هنالك نوعان لهشاشة العظام
1- هشاشة أولية primary osteoporosis
يمكن أن يحدث في الجنسين في كل الأعمار لكن غالباً يحدث عند النساء بعد سن توقف الحيض ويحدث في سن متأخرة عند الرجال بالمقارنة.
2- هشاشة ثانوية Secondary Osteoporosis.
ينشأ عن الأدوية أو ظروف طبية أخرى أو أمراض أخرى وعلى سبيل المثال "وهن العظم الناشئ عن أخذ الغلوكوكورتئيدات" "نقص القندية الداء البطني

## أثر اختلاف الجنس(الذكورة والأنوثة) والسلالة القومية Ethnicity /Sex
أظهرت عدة دراسات أن للجنس والمنشأ القومي والعرق دوراً في الإصابة بتخلخل العظم وحدوث الكسور، فالنساء البيض اللواتي تجاوزن سن الحيض لديهن أعلى نسبة لحوادث الكسور بحساب معدل عمرياً age-adjusted ويتعرضن لثلاث أرباع كسور الورك تقريباً، وعلى كل حال فالمرض يصيب النساء من كل الأعمار وكل الفئات القومية كما يصيب الرجال والأطفال.
تمتلك النساء السود أعلى كثافة معدنية للعظم وهن أقل تعرضاً لكسور الورك أما النساء من الأصل المكسيكي فيمتلكن كثافات عظمية متوسطة بين النساء البيض غير الإسبانيات والنساء السود وعلى الرغم من أن الرجال والنساء يحدث عندهم نقص في كثافة العظم المعدنية BMDمرتبط بتقدم السن ابتداءً من منتصف العمر لكن النساء يتعرضن إلى خسارة أكثر سرعة في السنوات التي تلي توقف الحيض مباشرة مما يجعل النساء أكثر عرضة لخطر الإصابة بوهن العظم بشكل مبكر.
إن الرجال المصابون بوهن العظم والنساء المصابات به قبل تجاوز سن توقف الطمث غالباً ما يكون لديهم أسباب ثانوية للخسارة العظمية بخلاف النساء بعد سن اليأس من الحيض

## عوامل الخطورة
تشمل العوامل الرئيسية لخطر الإصابة بوهن العظم ما يلي:
- الأنوثة
- تقدم السن
- نقص الاستروجين
- العرق الأبيض
- انخفاض الوزن وانخفاض مؤشر كتلة الجسم BMI
- تاريخ إصابة سابقة في الأسرة
- التدخين
- إدمان الكحول
- الإصابة بكسر سابق

ثبتت أهمية قياس كثافة العظم في معرفة وجود خطر الإصابة بالكسور وهنالك رأي عام في الأوساط الطبية يدفع باتجاه اعتماد قياس كثافة العظم لدى المرضى المستخدمين للستيروئيدات السكرية القشرية (كورتيزونات) لفترة شهرين أو أكثر ولقياسها للمرضى التي تضع حالاتهم الصحية في خطر كبير للإصابة بكسر ناشئ عن وهن العظم.
إن قياس كثافة العظم يجب اعتماده إذا كان يساعد المريض باتخاذ قرار البدء بعلاج يهدف للوقاية من الإصابة بالكسر الناشئ عن وهن العظم.

## تخلخل العظم الثانوي Secondary Osteoporosis
توجد عدة مشاكل طبية تترافق مع وهن العظم وتزيد خطر حدوث الكسور.
وإن توزع هذه الأسباب يختلف باختلاف المجموعات الديموغرافية.
تشكل نسبة الأسباب الثانوية في وهن العظم عند الرجل من 30-60% من الحالات منها نقص القندية Hypogonadism واستخدام الكورتيزون (غلوكوستيروئيد) وإدمان الكحول هو السبب الأكثر شيوعاً.
أما عند النساء قبل سن توقف الطمث فإن 50% من الحالات تترافق مع أسباب ثانوية أكثرها شيوعاً نقص الإستروجين أو استخدام الكورتيزون أو زيادة هرمون الدرق أو العلاج بمضادات الاختلاجanticonvulsant

## الكورتئيدات السكرية Glucocorticoids
إن استخدام الكورتيزون هو السبب الأكثر شيوعاً للإصابة بوهن العظم الناجم عن استخدام الدواء.
يترافق استخدام الكورتيزونات لمدة طويلة في التهاب المفاصل الرثياني Rheumatoid arthritis ومرضى الرئة الانسدادي المزمن Chronic obstructive pulmonary disease بحدوث نسبة عالية من الكسور.
وعلى سبيل المثال عولج في إحدى الدراسات مجموعة من المرضى بعشرة ملغرامات بريدنيزون لمدة عشرين أسبوعاً فأصيبوا بنقص 8% من كثافة العظم المعدنية في منطقة العمود الفقري.
ويقترح بعض الخبراء أن أي مريض يستخدم جرعة فموية من الغلوكوكورتيكوئيدات (كالبريدنيزون)من عيار 5 ملغرام أو أكثر لمدة تتجاوز الشهرين معرض لخطر خسارة عظمية كبيرة.
ويشيع حالياً استخدام الغلوكوكرورتيئدات لعلاج أمراض التهابية عديدة عند الأطفال وإن الآثار العظمية لهذا العلاج تحتاج إلى وضعها في الاعتبار إذا احتاج المريض العلاج لفترات طويلة.
ولا يُعلم بشكل واضح ما هي الآثار البعيدة المدى على صحة العظم الناتجة عن فترات علاجية متقطعة من الستيروئيدات الجهازية أو الاستخدام المزمن للستيروئيدات الاستنشاقية التي توصف لعلاج الربو عادة ً.
كما أن استخدام الكورتزون بعد ازدراع الأعضاء يعرض المرضى لوهن العظم لعدة أسباب منها رفض العضو المزدرع.
وإن عدداً من الأمراض يسبب سوء امتصاص malabosorption منها التليف الكيسي Cystic fibrosis ومرض الأمعاء الالتهابي Inflammatory bowel disease والداء البطني celiac disease فينشأ بسبب ذلك نقص تكلس العظام Osteopenia عند بعض المرضى ولكن وهن العظم الناشئ عن التليف الكيسي يعزى أيضاً للاستخدام المتكرر للكورتيزونات ولعوامل أخرى مجهولة.

## عوامل أخرى متفرقة
بالإضافة للكورتيزون قد يكون للأدوية التالية آثاراً جانبية مؤذية للعظم تصل إلى الإصابة بتخلخل العظم:
- الهرمونات الدرقية الزائدة
- مضادات الاختلاج
- مضادات الحموضة الحاوية على الألمنيوم
- الهرمونات المحررة للغونادوتروبين المستخدمة لعلاج أمراض بطانة الرحم endometriosis
- الميتوتريكسات المستخدمة لعلاج السرطان
- السيكلوسبورينA كعامل لتثبيط المناعة
- الهيبارين
- الكوليسترامين المستخدم للتحكم بمستوى كولسترول الدم

## تدبير الكسور الناشئة عن وهن العظم
تشكل كسور الورك حوالي 20% من مجمل الكسور الناشئة عن تخلخل العظم وهذه الإصابة هي الأشد إيذاء من بقية الكسور الناشئة عن وهن العظم وهي مسئولة عن الحصة الأكبر المنفقة من المصادر المالية للرعاية الصحية إن نسبة الوفيات بعد عام من الإصابة بكسر الورك تعادل الخمس تقربياً كما أن ثلثي المصابين بكسر الورك لا يصلون إلى تمام العافية أبداً إن التدخل الجراحي المبكر لعلاج كسور الورك يترافق بنتائج أحسن وانخفاض في المراضة morbidity بعد العمل الجراحي.
إن التدبير العظمي للكسور الحادة الناشئة عن تخلخل العظم فيه عدة مسائل هامة جداً ومن أهمها:
- إزالة الفهم الخاطئ بأن العلاج الوحيد المطلوب هو معالجة هو تدبير الكسر الحاد.
- إن التدبير العلاجي في الفترة التالية للكسر يجب أن يشمل علاج يقي من تجلط الدم (سواءً المكانيكي أو الدوائي) في المرضى ذوي الإسعاف المتأخر
- ويجب تجنب استخدام المواد التي تعيق جبر العظم المكسور (كالنيكوتين والكورتيزون)
- العناية بإعطاء راتب حريرات داعم بشكل دوري

وأخيراً نظراً لأن أقل من 5% من المرضى المصابين بالكسور الناتجة عن الوهن العظم يعودون للتقييم والعلاج الطبي فإن التدخل الطبي المكثف للتشخيص والعلاج لهذه الفئة من السكان يعطينا فرصة لمنع حدوث كسور تالية ويتوجب على الأطباء الذين يعالجون الكسور الحادة المباشرة بتقييم وضع المريض من ناحية وهن العظم ومباشرة ببرنامج علاجه إذا كان هذا يناسبه أو تحويل المريض لجهة تقيم درجة وهن العظم عنده العناية بالتمريض في مأوى المسنين نظراً لأنهم معرضون أكثر من غيرهم للإصابة فأكثرهم لديه كثافة عظمية منخفضة كما تنتشر عندهم عوامل الخطورة الأخرى المؤهبة لحدوث الكسر بما فيها :
- تقدم السن
- الوظيفة البدنية الواهنة
- القوة العضلية المنخفضة
- إدراك المحيط الناقص
- نسبة عالية من العته
- تغذية سيئة
- استخدام عدة أدوية عادة

## صحة الهيكل العظمي Skeletal Health
إن النمو في حجم العظم وقوته يحدث خلال الطفولة لكن التراكم العظم لا يكتمل حتى العقد الثالث من العمر. إن كتلة العظم المكتسبة في مقتبل الحياة ربما كانت العامل المحدد الأهم لصحة العظم طول الحياة.
تبدي العوامل الوراثية تأثيرا قويا ربما كان مهيمناً في تحديد قمة كتلة العظم، لكن العوامل الفيزيولوجية والبيئية والعوامل المرتبطة بنمط الحياة القابلة للتعديل قد تلعب أيضاً دوراً مهماً ومن هذه العوامل القابلة للتعديل:
1. التغذية الكافية.
2. وزن الجسم.
3. التعرض الهرمونات الجنسية في سن البلوغ.
4. النشاط البدني.
5. تدخين السجائر.
6. استهلاك الكحول.

## التغذية
إن النظام الغذائي المتوازن مع سعرات حرارية كافية من مغذيات مناسبة يشكل الأساس لتطوير كل أنسجة الجسم بما فيها النسيج العظمي. وإن التغذية المناسبة والكافية مهمة لكل الأفراد ولكن لا يلتزم جميع الأفراد بنظام غذائي مثالي يناسب صحة العظم
ولذلك فإن دعم الغذاء بالكالسيوم وفيتامين دال قد يكون ضرورياً.
ومن العوامل التي تتدخل بالصحة الجيدة وصحة العظم السباق المحموم للحصول على القوام الرشيق.
النظام الغذائي الذي يحتوي على كمية عالية من البروتينات يؤدي إلى زيادة إفراز الكالسيوم في البول وقد تمّ ربطه بزيادة خطر الكسور في الدراسات البحثية. أثبتت تحقيقات أخرى أن البروتين مطلوب من أجل امتصاص الكالسيوم، ولكن الاستهلاك المفرط للبروتين يعيق هذه العملية.

## الكالسيوم Calcium
إن الكالسيوم هو المادة الغذائية النوعية الأكثر أهمية في الحصول على قمة كتلة العظم وكذلك في الوقاية والعلاج لوهن العظم. وتتوافر حالياً بيانات كافية لتحديد المقدار المناسب الموصى به من الكالسيوم في مختلف مراحل العمر.
يوصي المعهد الطبي الأمريكي بتناول 800 ملغ في اليوم كالسيوم للأطفال من سن السادسة حتى الثامنة و1300ملغ في اليوم للأطفال والمراهقين من سن التاسعة إلى السابعة عشر ومع ذلك يقدر أن 25% فقط من الأولاد و10% من البنات من سن 9 إلى 17 عاماً يطبقون هذه التوصيات.
ومن العوامل التي تؤدي إلى انخفاض الكالسيوم المتناول:
- تحديد استهلاك منتجات الألبان بشكل عام
- انخفاض مستوى استهلاك عموماً
- الاستهلاك المرتفع للمشروبات الفقيرة بالكالسيوم كالمشروبات الغازية وقد جاءت تقارير تذكر أن حمض الفسفور المستخدم في المياه الغازية يضعف العظم عبر تداخله مع قدرة الجسم على امتصاص واستعمال الكالسيوم ولكن الأكاديمية الوطنية الأمريكية للعلوم خلصت إلى أنه لا يوجد دليل يؤكد أن مستوى الفسفور في النظام الغذائي الأمريكي مرتفع إلى درجة يؤثر سلباً على صحة العظم.

وقد ذكرت بعض التقارير أن الفتيات الصغيرات اللاتي يشربن المياه الغازية بدلاً من الحليب يمتلكن عظاماً أكثر ضعفاً من سواهن وهن أكثر عرضة للكسور العظمية لكن هذه الدعوى لم تثبت بطريقة علمية مطلقاً.
أما البالغين فيجب المحافظة على مقدار يومي من الكالسيوم ما بين 1000إلى 1500ملغ/اليوم لكن 50 إلى 60% من السكان فقط يحققون هذه التوصية.

## فيتامين D
إن فيتامين D ضروري للحصول على الامتصاص المثالي للكالسيوم وهذا يجعله مهماً لصحة العظم.
إن دعم وتقوية الحليب بفيتامين D في الولايات المتحدة الأمريكية كاف لإعطاء معظم الرضع والأطفال حاجتهم من الفيتامين D.
أما في فترة المراهقة وعندما يقل استهلاك منتجات الألبان فمن الأرجح أن كمية فيتامين D المتناولة تصبح غير كافية مما يؤثر سلباً على امتصاص الكالسيوم.
من الشائع وجود مستويات منخفضة من الفيتامين D عند المسنين.
إن كمية فيتامين D الموصى بها للبالغين هي 400 إلى 600 وحدة يومياً.
وقد تم تقييم المغذيات الأخرى بشأن علاقتها بصحة العظم فمن الممكن أن يتأثر توازن الكالسيوم سلباً بزيادة كمية البروتين أو الفسفور أو الصوديوم لكن تأثيرها لا يبدوا هاماً في الأفراد الذين يتناولون كمية كافية من الكالسيوم.

## التمارين Exercise
إن النشاط البدني المنظم له فوائد صحية كثيرة لكل الأعمار وقد تم التحقق من فوائد النشاط البدني عبر دراسات راصدة وتجارب سريرية عشوائية.
يوجد دليل قوي بأن النشاط البدني المبكر في الحياة يساهم في الحصول على ذروة أعلى لكتلة العظم وهنالك بعض الأدلة التي تشير إلى أن التمارين الشديدة يحتمل أن تكون الأكثر فائدة.
كما أن للتمارين الرياضية في منتصف العمر فوائد صحية عديدة ولكن الدراسات حول تأثيرها على كثافة العظم قليلة.
أما التمارين في أعمار أكبر من ذلك مترافقةً مع الكالسيوم وفيتامين D بكمية كافية فمن المحتمل أن لها تأثيراً متواضعاً في إبطاء سرعة نقص كثافة العظم المعدنية BMD.
ومن الواضح أن التمارين في الأعمار المتقدمة حتى فوق تسعين عاماً تفيد أكثر من مجرد مضاعفة حجم العضلات والقوة في الأفراد الضعيفي البنية.
وهنالك أدلة مقنعة تؤكد أن التمارين عند المسنين تحسن من أداء الفرد وتطيل فترة استقلاله عن معونة الآخرين وبالتالي تساهم في تحسين نوعية الحياة.

## الهرمونات (الستيروئيدات القندية) Gonadal Steroids
تؤثر هذه الهرمونات على صحة الهيكل العظمي في كلا الجنسين عبر سنين العمر كلها.
وتزيد الستيروئيدات الجنسية المفرزة في مرحلة البلوغ puberty بشكل كبير كثافة العظم المعدنية وذروة الكتلة العظمية وتلعب الاستروجينات المنتجة بشكل مستمر عند المراهقات والشابات كعامل أساسي في صيانة الكتلة العظمية ويشكل انخفاض إنتاج الاستروجين عند انقطاع الطمث عاملاً أساسياً في خسارة كثافة العظم المعدنية في بقية الحياة كما إن الاستروجينات يعتقد أن لها دوراً في نمو ونضج الهيكل العظمي عند الذكور.

## هرمون النموGrowth Hormone
إن نقص هرمون النمو يترافق بكتلة عظم معدنية منخفضة وإن الأطفال والمراهقين ذوي منسب كتلة الجسم المنخفض low BMI معرضين للحصول على ذروة كتلة عظم أقل من المتوسط وعلى الرغم من وجود ارتباط مباشر بين منسب كتلة الجسم وكتلة العظم عبر السنوات للفرد البالغ فمن غير المعروف أن هذا الترافق بين تركيب الجسم وكتلة العظم عائد إلى الهرمونات أم إلى العوامل الغذائية أم إلى تمارين أكثر شدة خلال فترة اكتساب الوزن أم إلى عوامل أخرى.

## التقييم والعلاج Evaluation and Treatment
لأخذ القرارات المتعلقة بوجود حاجة للعلاج نحتاج لمعرفة القصة المرضية وإجراء الفحص البدني (فيزيائي) كخطوة أساسية لتقييم درجة خطورة وقوع الكسر ويجب أن يشمل الفحص نقصان الطول والتغيير في هيئة الوقوف.
وبعد تشخيص تخلخل العظم يجب إجراء الفحوص المخبرية لتحري وجود الأسباب الثانوية المؤدية لتخلخل العظم.
وقد طورت عدة تقنيات لتقييم كثافة العظم المعدنية في مواقع متعددة من الهيكل العظمي بما فيها أطراف الهيكل والورك والعمود الفقري.
وقد اختارت منظمة الصحة العالمية قياسات معينة لكثافة العظم المعدنية BMD لتأسيس معيار لتشخيص وهن العظم.
وتعرف نتيجة T-score بعدد الانحرافات المعيارية أعلى أو أدنى من القيمة المتوسطة لقيمة لكثافة العظم المعدنية عند الشابات الصحيحات من العرق الأبيض وهذه النتيجة تختلف عن نتيجة Z-score التي تعرف بأنها عدد الانحرافات المعيارية أعلى أو أدنى من القيمة المتوسطة لكثافة العظم المعدنية للشهود المقارنين بالجنس والعمر age-and sex-matched controls.
وحسب تعريف منظمة الصحة العالمية فالمريض يكون مصاباً بتخلخل العظم osteoporosis عندما تكون نتيجة T-score على الأقل 2.5 انحراف المعياري واقترح العلماء أن تشخيص وعلاج تخلخل العظم يجب أن يعتمد على قاعدة من تقدير درجة الخطورة أكثر من الاعتماد فقط على تقدير نتيجة T-score
وإن اعتبار عوامل الخطورة مع قياس كثافة العظم المعدنية سوف يحسن على الأٍرجح قدرة الطبيب على توقع خطورة حدوث الكسر.

## BMD Tests اختيارات كثافة العظم المعدنية
- مقياس امتصاص الأشعة السينية ثنائي البواعث Dual-energy x-ray absorptiometry مقياس امتصاص أشعة اكس مزدوج الطاقة يقيس العمود والورك وكل الجسم
- pDXA -Peripheral dual-energy x-ray absorptiometry مقياس امتصاص أشعة اكس مزدوج الطاقة المحيطي للرسغ والكاحل والإصبع
- SXA Single-energy x-ray absorptiometry

مقياس امتصاص أشعة اكس أحادية الطاقة الرسغ والكاحل
- QUS Quantitive ultrasound

جهاز فوق الصوت الكمي يستخدم موجات الصوت لقياس الكثافة في الكاحل وعظم الفك والركبة
- QCT Quantitative computed tomography

التصوير الطبقي الكمي المحوسب وغالب ما يستخدم لقياس العمود الفقري ولكن يمكن أن يستخدم لمواقع أخرى
- التصوير المحيطي الكمي الطبقي المبرمج Peripheral quantitative computed tomography

التصوير الطبقي الكمي المحوسب المحيطي ويقيس الرسغ
- RA Radiographic absorptiometry

مقياس امتصاص صور الأشعة ويستخدم صورة x-ray أشعة اكس لليد مع إسفين معدني صغير ليتم حساب كثافة العظم
- DPA Dual photon absortiometry

مقياس امتصاص الفوتون المزدوج ويقيس العمود الفقري والورك وكل الجسم
إن نتائج اختبارات كثافة العظم والفحص الطبي الشامل يساعد الطبيب لتحديد استراتيجيات قادرة على جعل مرضاهم يتجنبون وهن العظم ويحدد للمرضى المصابين بالمرض كيفية العلاج

## العلاج الطبي Medical Treatment
حصلت تطورات كبيرة في غضون الثلاثين سنة الماضية في علاج وهن العظم
وتتوافر تقارير طبية كثيرة مما يسمح باستنتاجات تخص دور كل وسيلة من وسائل علاج وهن العظم من المقبول عموماُ أن تناول مقدار كاف من الكالسيوم وفيتامين D من متطلبات الصحة العظمية
إن الكالسيوم وفيتامين Dالمتناول في يغير الزيادات المرتبطة بالسن من مستويات هرمون جارات الدرق Parathyroid hormone ومن ارتشاف العظم
أظهرت تجارب سريرية عشوائية أن تناول مقدار كالسيوم كافي من القوت أو من داعمات القوت يزيد من كتلة العظم المعدنية في العمود الفقري spine وينقص الكسور الفقرية وغير الفقرية
إن انخفاضاً جيداً في كسور الورك والكسور غير الفقرية قد لوحظ عند المرضى الذين يتلقون الكالسيوم مع الكالسيفيرول (فيتامين د3) في التجارب التوقعية
يعتقد أن الجرعة العظمى المؤثرة من فيتامين D لا تتجاوز 1.000 وحدة دولية/باليوم
إن كل النتائج العلاجية لمعظم التجارب السريرية لمختلف العلاجات الدوائية لوهن العظم تم الحصول عليها باستخدام الدواء مع دعمه بالكالسيوم والفيتامين D سواءً في الفئة المعالجة أو الفئة الشاهدة، كما أن العلاج الأفضل لوهن العظم مهما كان الدواء المستخدم يتطلب تناول مقدار كالسيوم وفيتامين D بالمستويات الموصى بها
لإن المصدر المفضل للكالسيوم هو الأطعمة كما أن المنتجات الداعمة للكالسيوم يجب أن تكون قابلة للامتصاص ومقبولة بدستور الأدوية الأمريكي USP (في USA)
إن المشاركات غير الدوائية في العلاج التي توجه لمنع السقوط والتخفيف من أثر السقوط ومن حدوث الكسور قد أعطت نتائج مشجعة ومن هذه المشاركات غير الدوائية التمارين الرياضية التي تزيد القوة والتوازن عند كبار السن واستخدام واقيات الورك Hip protectors لامتصاص الصدمة عند السقوط أو تخفيف أثرها.
إن النشاط البدني ضروري لاكتساب العظم الجيد وصيانته خلال سن البلوغ كما أن الراحة التامة بالسرير وانعدام الجاذبية (كما يحصل في الفضاء) لها آثار وخيمة على العظم.
وللنشاط البدني تأثير وراء تقوية العظم بشكل مباشر كزيادة القوة العضلية والتوازن مما قد ينقص خطر حدوث الكسر بدرجة كبيرة.
إن التجارب على المسنين استخدمت بنجاح أشكالاً مختلفة من التمارين لتخفيف عدد مرات السقوط وللتمارين الشديدة -(كالجري) فائدة فهي تحرض تراكم المحتوى المعدني للعظام في الهيكل العظمي وتبقى التمارين الخفيفة cow-impad (كالمشي) ذات تأثيرات مفيدة على نواحٍ صحية ووظيفية أخرى لكن تأثيرها على كثافة العظام المعدنية يبقى في حده الأدنى

## البيسفوسفونات Bisphosphonates
أظهرت تجارب عشوائية مع مقارنة بالدواء الغفل
RCTs) randomized placebo-controlled trails)أن ايتدرونات الحلقي cyclicetidronate وأليندرونات alendronate والريزيدرونات risedrorate وهي كلها من البيسفوفونات تزيد من كثافة العظم المعدنية في العمود الفقري والورك بشكل معتمد على الجرعة
وكل هذه الأدوية تعمل بنفس الآلية وذلك بتخفيض ارتشاف العظم الذي تتوسطه ناقضات العظم (osteocalst) كما أن لهذه الأدوية نفس سجل الآثار الجانبية
تخفض البيسفوسفونات بشكل جيد خطر الكسور الفقرية ب30% إلى 50% وتخفض الأليندرونات والريزدرونات خطر الكسور غير الفقرية اللاحقة للإصابة بوهن العظم عند النساء بعد انقطاع الطمث وتخلخل العظم الناشئ عن استخدام الكورتيكوئيدات عند البالغين.
وفي التجارب العشوائية المقارنة بالغفل ظهر أن الخطر النسبي لإيقاف المعالجة بسبب حدوث أثر جانبي مع كل من هذه الأدوية الثلاثة، أنه معتد به إحصائياً ونظراً لأن الأفراد الذين تجري عليهم التجارب قد لا يمثلون عامة الناس دوماً فيجب التنبيه إلى استخدام مقارنة علاجية لكل فرد على حدة. ناقضات العظم هي خلايا تعمل على إتلاف العظم غير المرغوب به، أما بانيات العظم فهي الخلية البانية للعظم الجديد.

## المعالجة بتعويض الهرمونات HRT Hormone Replacement Therapy
المعالجة بتعويض الهرمونات هي مقاربة لعلاج تخلخل العظم وللوقاية منه.
أظهرت كثير من الدراسات القصيرة المدة short-term وبعض الدراسات الأطول المدة Longer-term باعتماد قياس كثافة العظم المعدنية بشكل أساسي فعالية جيدة لهذا النوع من العلاج.
كما أشارت دراسات رقابية observational إلى انخفاض بخطر الإصابة بالكسر الورك عند النساء المواظبات على المعالجة بتعويض الهرمونات.
بينت تجارب العلاج بتعويض الهرمونات انخفاض خطر الكسور الفقرية لكن لم يتم إجراء أي تجربة تركز على علاقة الاستيروجين بكسر الورك كهدف أساسي
وقد أصبحت هذه الطريقة في العلاج مثار اختلاف مؤخراً ومن المهم لمقدم الرعاية الصحية وللنساء المعالجات العمل سوية لتقييم مخاطر وفوائد استخدام العلاج بتعويض الهرمونات
أظهرت التقارير مؤخراُ أن العلاج بتعويض الهرمونات قد ضاعف خطر الخرف dementia عند النساء اللواتي بدأت المعالجة في سن 65 أو بعده، ظهرت معدلات مستقبل الاستروجين النوعية selective estrogen receptor modulators (SERMS)
كأداة جديدة هامة في أبحاث علاج وهن العظم Osteoporosis إن الغاية من هذه المواد هو زيادة تأثير الاستروجين المفيد للعظم إلى الحد الأعلى وإنقاص أو معاكسة التأثيرات الأخرى الضارة على الثدي وبطانة الرحم endometrium

## الاستيروجينات النباتية (الفيتواستروجين)phytoestrogens
هناك اهتمام كبير في الرأي العام بالاستروجينات الطبيعة خصوصاً الفيتواستيروجين المأخوذة من النباتات
هذه المركبات التي تملك فعالية مشابهة للاستروجين وقد أظهرت قدرةً على تفريج الوهجات الحارة hotflashes (الهبلات الساخنة)بعد سن اليأس من الحيض وربما حسنت كثافة العظم.
إن الأطعمة الحاوية على فول الصويا الكامل whole soy كفول الصويا soy beans أو طحين الصويا أو حليب الصويا توفو، تيمبي هي المصادر مفضلة للاستيروجينات النباتية
و يجب على النساء مراجعة الأطباء قبل أخذ أي علاج عشبي ونظراً لأن الاستروجينات النباتية تؤثر على نفس المستقبلات التي يؤثر عليها الاستيروجين فمن المحتمل أن تتسبب بنفس المخاطر كالاستيروجينات المستخدمة في العلاج المعوض للهرمونات

## الكالسيتونين Calcitonin
أظهر الكالسيتوتين المستخلص من سمك السلمون SALMON CALCITONIN تأثيرات إيجابية على كثافة العظم المعدنية في منطقة القطنية من العمود الفقري Lumber spine ولكن هذا التأثير أقل وضوحاً في الورك hip إن الكالسيتونين فعال في علاج وهن العظم إذا أعطي بجرعة 100وحدة يومياً 100 IU أو كل يومين، زرقاً تحت الجلد أو بالعضل أو 200 وحدة يومياً IU/D 200عبر الأنف Intranasally ويثمر انخفاضاً في الكسور وزيادة في كثافة العظم الفقري.
إن الكالسيتونين خيار جيد لعلاج وهن العظم عند النساء بعد سن توقف الطمث من اللواتي لن يستخدمن أو لا يستطعن استخدام الاستروجين وعند المرضى المسنين المصابين بكسور مؤلمة ناشئة عن السقوط crush fractures وعند المرضى المستخدمين لعلاج من الكورتيكوئيدات لفترة طويلة.
ملاحظة: عند استخدام الرذاذ الأنفي من الكالسيتونين من المهم أن يناوب المرضى بين المنخرين يومياً.
يجب خزن الرذاذ الأنفي في البراد بحرارة بين 2 إلى 8 مئوية (36 إلى 47 فهرنهايت) حتى وقت فتح الزجاجة ثم يجب الاحتفاظ بها في درجة حرارة الغرفة.
الكالسيتونين المعد للحقن يجب الاحتفاظ به مبرداً في كل الأوقات والكالسيتونين جيد الاحتمال نسبياً ويترافق مع آثار جانبية أكثرها شيوعاً انزعاج في المعدة والأمعاء خفيف إلى متوسطة الشدة وتوهج flushing أما الآثار الجانبية الشائعة التي تترافق مع الرذاذ الأنفي من الكالسيتونين فتشمل التهاب rhinitis وأعراض أنفية (تخريش، احمرار)و الرعاف epistaxis.

## الرالوكسيفين Raloxifene (إيفستا)
هو شاد وضاد مختلط للاستروجين mixed estrogen agonist and antagonist بجرعة 60ملغ باليوم وهو أول معدلات مستقبل الاستروجين النوعية SERM التي حصلت على موافقة إدراة الدواء والغذاء الأمريكية FDA للاستخدام في الوقاية من وهن العظم الناشئ بعد سن توقف الطمث.
إن معدلات مستقبل الاستيروجين النوعية قد طورت لتقدم التأثيرات النافعة للاستيروجينات دون سيئاتها
إن للرالوكسفين (إيفستا Evista) تأثير شاد للاستيروجين agonist على العظم وتأثير ضاد للاستيروجين على الثدي والرحم breast and uterus يعمل هذا الدواء عبر ارتباط استروجيني estrogen binding لتخفيف ارتشاف العظم resorption وتخفيض تبدل turnoverالعظم عموماً وبخلاف الاستروجين ليس له أي تأثير على أنسجة الثدي والرحم
لا يجوز استخدام الرالوكسفين في حالة الحمل أو عند مريضات لهن تاريخ إصابة بالخثرات الوريدية venous thrombosis أو الصمات الرئوية pulmonary embolism
يزيد الرالوكلسين كتلة العظم وينقص خطر الكسور الفقرية لكن لا تتوفر البيانات في الوقت الحالي لتبين هل الرالوكسفين بإمكانه إنقاص خطر كسور الورك والكسور غير الفقرية ورغم أن التأثيرات الجانبية كانت نادرة فالمسجل منها يشمل التوهجات الحارة hot flashes والخثرات الوريدية العميقة وهذه الأخيرة تترافق أيضاُ مع المعالجة بالاستروجين يؤخذ الرالوكسفين بشكل حبوب حبة كل يوم مع الوجبات أو بدونها

## التيبولون Tibolone
أظهر قياس كثافة العظم في أربع مواقع عند نساء فوق سن توقف سن توقف الطمث ممن استخدمن التيبولون لمدة سنيتين زيادة الكثافة مقارنة بالنساء اللواتي أخذت الدواء الخلبي (الغفل) PLACEBO
زادت كثافة العظم بشكل جيد في المنطقة القطنية من العمود الفقري بعد 24 أسبوعاً وفي منطقة الرضفة (نتوء في أعلى عظم الفخد) بعد 72 أسبوعاً عند النساء المعالجات بالتيبولان لكن زيادة الكثافة في عنق الفخد FEMORAL NECK لم تكن ذات أهمية.
أظهرت النساء الضاهيات (بعد سن توقف الطمث) اللواتي أخذت داعمات كالسيوم (800ملغ/اليوم) زيادة هامة في كتلة العظم في المنطقة القطنية من العمود الفقري وفي عنق الفخذ مع استخدام جرعة 2.5 ملغ تيبولون يومياً.

## معايير المناطرة(المراقبة) Monitoring Parameters
قدمت عدة مقاربات لمناطرة المرضى المتلقين لعلاجات تخلخل العظم وأهداف المقاربات هي زيادة التزام بالنظم بالنظم العلاجية وتحديد الاستجابات للمعالجة.
إن كثيراً من الأفراد المعالجين لا يستمرون بأخذ العلاج الموصوف أو لا يلتزمون تماماً بيرتوكول المعالجة حتى عندما يتم إدراجهم في تجارب سريرية رسمية
إن المناظرة بقياس الكثافة العظمية densitometry أو قياسات واسمات العظم bone markers لم تظهر فعالية في تحسين مطاوعة المريض ولا يزال الأمر يحتاج إلى مزيد من البحث لمعرفة كيفية تحسين الالتزام بيروتوكورات العلاج.

## علم الأوبئة
إن ترقق العظام هو خطر هام يهدد الصحة ويصيب 55% من الأميركيين الذين تتراوح أعمارهم بين 50 وما فوق. من هؤلاء حوالي 80% هم نساء

## معرض صور

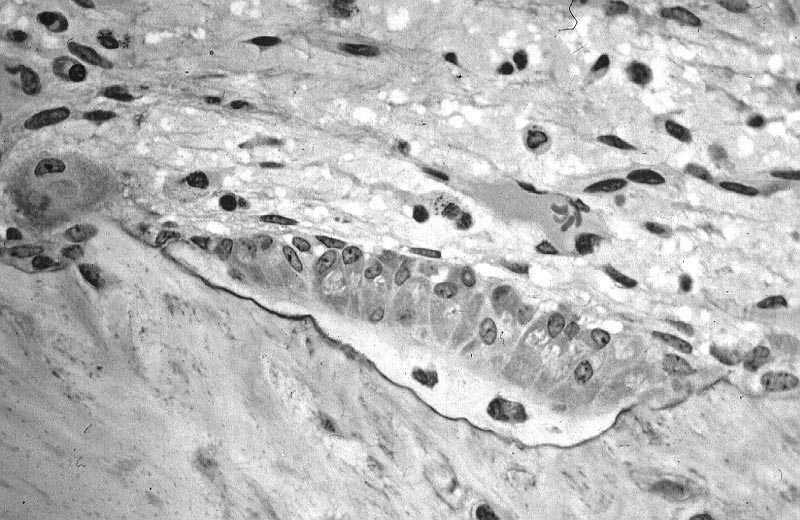
صورة بالميكرسكوب توضح شكل الخلايا مصورة العظم عند زيادة نشاطها. تشكيل الأرومات العظمية، المحتوية على خليتين عظميتين،للعظم المكتنز داخل وهده الارتشاف الواقعة في العظم الترببيقي.
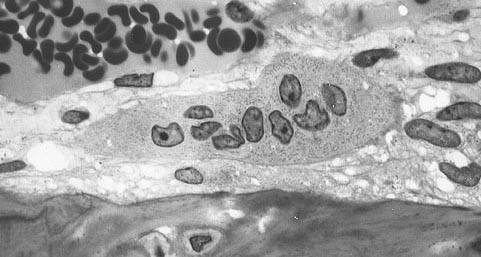
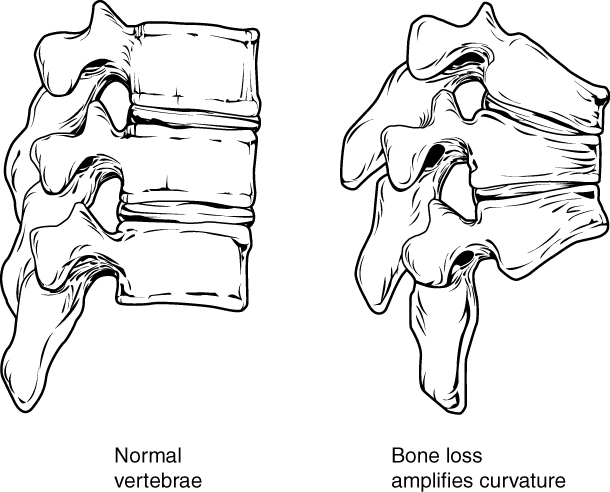

## اقرأ أيضًا
- متلازمة فرط إفراز اللبن وزيادة برولاكتين الدم
- روماتيزم
- فصال
- سيلياك
- داء غوشيه
- تجدد العظام